# Bonningues-lès-Calais
Bonningues-lès-Calais è un comune francese di 654 abitanti situato nel dipartimento del Passo di Calais nella regione dell'Alta Francia.

## Società

### Evoluzione demografica
Abitanti censiti